# Мягкий шанкр
Мягкий шанкр (лат. Ulcus Molle) — инфекционное заболевание, передающееся половым путём. Возбудителем болезни является бактерия
Haemophilus ducreyi. Заболевание распространено главным образом в Африке, Центральной и Южной Америке. В России встречается крайне редко. 

## Клиника
Инкубационный период — 3—7 дней. На месте внедрения бациллы появляется красное пятно, в центре которого возникает пузырёк, быстро превращающийся в пустулу, затем — в болезненную, гнойную язвочку. Через 2 недели рост язвы прекращается, гной постепенно исчезает, язва рубцуется. У мужчин язвы чаще всего локализуются на внутреннем листке препуциального мешка, у женщин — на малых и больших половых губах.

## Лечение
Хороший эффект достигается лечением мягкого шанкра антибиотиками и сульфаниламидами. Кроме того, местные ванночки со слабым раствором перманганата калия, постельный режим и постоянный гигиенический уход.